# Pierre Maublanc
Pierre Maublanc (ur. 5 listopada 1928 roku w Louhans) – francuski kierowca wyścigowy.

## Kariera
Maublanc rozpoczął karierę w międzynarodowych wyścigach samochodowych w 1968 roku od startu w klasie S 2.0 24-godzinnego wyścigu Le Mans, którego jednak nie ukończył, jednak w klasyfikacji końcowej klasy był najlepszy. Rok później odniósł zwycięstwo w klasie 1969, a w klasyfikacji generalnej był dziewiąty.
W Europejskiej Formule 2 Francuz startował w latach 1977-1978. Jednak nie zdobywał punktów.